# برادلي غروبلر
برادلي غروبلر (بالإنجليزية: Bradley Grobler)‏ (25 يناير 1988 بجوهانسبرغ في جنوب أفريقيا - ) هو لاعب كرة قدم جنوب أفريقي في مركز الهجوم. شارك مع منتخب جنوب أفريقيا لكرة القدم. أما مع النوادي، فقد لعب مع أياكس كيب تاون وسوبر سبورت يونايتد ونادي جوزتيبي وبلاتينيوم ستارز ‏.

## روابط خارجية
- برادلي غروبلر على موقع اتحاد تركيا (لاعب) (الإنجليزية)
- برادلي غروبلر على موقع قاعدة بيانات كرة القدم.إي يو (الإنجليزية)
- برادلي غروبلر على موقع ناشيونال فوتبول تيمز (الإنجليزية)
- برادلي غروبلر على موقع Soccerway.com (الإنجليزية)